# Leominster (États-Unis)
Pour les articles homonymes, voir Leominster.
Leominster (en anglais [ˈlɛmənstər]) est une ville du comté de Worcester, dans le Massachusetts, aux États-Unis, dont la population était de 41 303 habitants lors du recensement de 2000.

## Localisation
| Fitchburg   |            | Lunenburg |
| Westminster | Leominster | Lancaster |
| Princeton   | Sterling   | Lancaster |

## Personnalités
- John Chapman (1774-1845), botaniste
- Robert Cormier (1925-2000), écrivain, reporter et éditorialiste
- Alvah Crocker (1801-1874), industriel
- Ralph Kirkpatrick (1911-1984), musicien
- Robert Anthony Salvatore (1959-), écrivain
- Richard Norton Smith (1953-), historien et écrivain
- David I. Walsh (1872-1947), homme politique